# Comuna Vodeane, Șîroke
Vodeane (în ucraineană Водяне) este o comună în raionul Șîroke, regiunea Dnipropetrovsk, Ucraina, formată din satele Kreajove, Ozerne, Podove, Polohî și Vodeane (reședința).

## Demografie
Componența lingvistică a satului Vodeane
     Ucraineană (94,92%)
     Rusă (4,21%)
     Alte limbi (0,51%)
Conform recensământului din 2001, majoritatea populației satului Vodeane era vorbitoare de ucraineană (94,92%), existând în minoritate și vorbitori de rusă (4,21%).